# Purwoasri (Singosari)
Purwoasri is een bestuurslaag in het regentschap Malang van de provincie Oost-Java, Indonesië. Purwoasri telt 5874 inwoners (volkstelling 2010).